# 복주선정국
복주선정국(福州船政局, 영어: Foochow/Fuzhou Arsenal) 또는 마미선정국(馬尾船政局, 영어: Mawei Arsenal)은 이홍장과 좌종당의 주도로 진행된 양무운동의 일환으로 설립된 중국의 조선소 중 하나이다. 복주 마미의 민강을 약간 거슬러 올라간 곳에 위치했다.

## 개요
조선소, 선정학당(船政學堂) 등의 시설은 1866년(동치 5년) 계획이 시작되어, 1867년에 건설이 시작되었다. 그 사이 좌종당이 섬감총독으로 전임되었기 때문에 추천된 심보정이 선정대신이 되어 선정국사무를 장악했다. 고문으로 두 명의 프랑스 해군 장교 프로스 지켈과 폴 데그벨을 영입했으며, 프랑스 해군으로부터 허가를 받은 약 40명의 기술자를 유럽에서 모아 복주에서 용광로와 서양식 해군 조선소를 건설했다. 그들은 11척 수송함과 5척의 감시선을 건조하고, 선정학당에서 해군 양성을 5년간 지휘하는 임무를 맡았다. 청나라 정부는 원자재와 노동력을 제공하고, 5년간의 운영비 약 300만 냥과 선박의 유지비의 일부는 아편 수입으로 얻는 세금으로 조달되고 있었다. 최초로 건조된 150마력의 ‘만년청’(萬年淸)으로 1869년(동치 8년)에 진수되었다.
1884년(광서 11년) 청불전쟁 중 마강해전으로 대부분의 시설이 프랑스군에 의해 파괴되지만 이후, 재건되었고, 신해혁명을 거쳐 1926년에 해군마미조선창(海軍馬尾造船廠)으로 개칭되었다.

## 같이 보기
- 양무운동
- 선정학당

## 참고 문헌
- Hong Kong Port and Maritime Board. "Chinese Ports 1996: Fuzhou; Harbour Plan". Accessed 26 September 2002.
- The 1911 Edition Encyclopedia. "Fuchow". Accessed 24 September 2002.
- Pong, David. "Keeping the Foochow Navy Yard Afloat: Government Finance and China's Early Modern Defence Industry, 1866-75". In Modern Asian Studies, vol. 21, no. 1 (Cambridge University Press, 1987).
- Ovenden, Richard. John Thomson (1837-1921): Photographer (Edinburgh: National Library of Scotland, The Stationary Office, 1997), 17-18.
- Seltzer, Leon E., ed. The Columbia Lippincott Gazetteer of the World (New York: Columbia University Press, 1952).
- Thomson, John. China and its People in Early Photographs: An Unabridged Reprint of the Classic 1873/4 Work (reprint, New York: Dover Publications, 1982).
- Viénet, René. L'épisode français peu connu des Pescadores. Accessed 24 September 2002.
- White, Stephen. John Thomson: Life and Photographs (New York: Thames and Hudson, 1985), 20-23.